# Triptognathus fumipennis
Triptognathus fumipennis är en stekelart som först beskrevs av Rudow 1888.  Triptognathus fumipennis ingår i släktet Triptognathus och familjen brokparasitsteklar. Inga underarter finns listade i Catalogue of Life.